# Unbreakable Tour
Unbreakable Tour  fue la  séptima gira de conciertos de los Backstreet Boys en apoyo de su sexto álbum de estudio Unbreakable y esta fue la primera gira como cuarteto sin  Kevin Richardson que dejó el grupo en junio de 2006. Sin embargo, se presentó de nuevo al final de la gira en Los Ángeles. La gira comenzó en Japón con dos conciertos agotados en el Tokyo Dome.

## Acerca del Show
El grupo planeó hacer una verdadera gira mundial, regresando a países que no habían visitado en años, y visitando nuevos países que jamás habían llegado, como Rusia, Letonia, Lituania, Estonia, Perú y Sudáfrica. La fecha de Luxemburgo se suspendió tras un incendio en el lugar que sería la actuación, sin embargo nadie resultó gravemente herido, pero hubo daños en el vestuario del grupo.
Toda la gira por Sudáfrica se tuvo que cancelar tras el fallecimiento del padre de Howie Dorough. 

### Escenario
El escenario era de forma rectangular y carecía de una pasarela, y a los lados tenía dos lugares elevados donde se ubicaba la banda. Contenía un gran show de luces y una pantalla de inmensas proporciones y 4 más a los lados. Este contenía de una ranura para destacar varios elementos ocupados en las presentaciones como un ring de boxeo.

### Performance
Tras la salida de  Kevin Richardson de la banda, en la gira las veces donde aparecía su voz era interpretado por Howie Dorough.

### Backstreet Boys en DVD
El concierto del 14 de mayo de 2008 ofrecido en The O2 de Londres fue grabado para posteriormente ser lanzado en DVD, aunque con el setlist editado. La grabación de este concierto fue transmitda por VH1 el 31 de octubre de 2008.

## Teloneros
- Brian McFadden (20-23 de febrero de 2008)
- Stanfour (2-8 de abril y 2-4 de mayo de 2008)
- E.M.D. (14 de abril de 2008)
- George Nozuka (7-14 de mayo de 2008)
- The Drive Home (17-22 de mayo de 2008)
- Girlicious (30 de julio 30, 6 de septiembre de 2008)
- Divine Brown (4-17 de noviembre de 2008)
- Kreesha Turner (4-17 de noviembre de 2008)
- Donnie Klang (30 de octubre, 2-22-23 de noviembre de 2008)
- Belanova (25 de febrero de 2009)
- Ádammo (25 de febrero de 2009)

## Setlist
- Intro (contiene partes de Eye of the Tiger)
- Larger Than Life (contiene partes de Stronger)
- Everyone
- Any Other Way
- You Can Let Go
- Unmistakable
- I Want It That Way
- She's Like the Sun (Solo Howie Dorough)
- Show Me The Meaning Of Being Lonely
- More Than That
- Helpless When She Smiles (reemplazado por Spanish Eyes en la gira de Latinoamérica)
- Trouble Is
- Incomplete
- Drive By Love (Solo AJ McLean)
- Panic
- I Got You / Blow Your Mind (Solo Nick Carter, en algunas fecha solo interpretó I Got You)
- Quit Playing Games (With My Heart) (contiene partes de Raspberry Beret)
- As Long As You Love Me (contiene partes de I'll Be Around)
- All I Have To Give
- I'll Never Break Your Heart
- Inconsolable
- Welcome Home (You) (Solo Brian Littrell)
- Presentación de la banda (contiene partes de Feel Good Inc. y Beat It)
- The One
- Treat Me Right
- The Call
- Everybody (Backstreet's Back)

Encore:
- Shape Of My Heart

## Fechas de la gira
| Bandera                               | Fecha                        | Ciudad                           | País           | Lugar                            |
| ------------------------------------- | ---------------------------- | -------------------------------- | -------------- | -------------------------------- |
| Primera manga - Asia-Pacífico         |                              |                                  |                |                                  |
| Bandera de Japón                      | 16 y 17 de febrero de 2008   | Tokio                            | Japón          | Tokyo Dome                       |
| Bandera de Australia                  | 20 de febrero de 2008        | Brisbane                         | Australia      |                                  |
| Bandera de Australia                  | 22 de febrero de 2008        | Sídney                           | Australia      | Acer Arena                       |
| Bandera de Australia                  | 23 de febrero de 2008        | Melbourne                        | Australia      |                                  |
| Bandera de Indonesia                  | 25 de febrero de 2008        | Yakarta                          | Indonesia      |                                  |
| Bandera de Malasia                    | 27 de febrero de 2008        | Kuala Lumpur                     | Malasia        |                                  |
| Bandera de China                      | 29 de febrero de 2008        | Hong Kong                        | China          |                                  |
| Bandera de Taiwán                     | 2 de marzo de 2008           | Taipéi                           | Taiwán         |                                  |
| Bandera de China                      | 4 de marzo de 2008           | Nankín                           | China          |                                  |
| Bandera de China                      | 6 de marzo de 2008           | Hangzhou                         | China          |                                  |
| Bandera de Corea del Sur              | 8 de marzo de 2008           | Seúl                             | Corea del Sur  |                                  |
| Segunda manga - México                |                              |                                  |                |                                  |
| Bandera de México                     | 12 de marzo de 2008          | Monterrey                        | México         | Auditorio Coca Cola              |
| Bandera de México                     | 14 de marzo de 2008          | Puebla                           | México         | Auditorio Siglo XXl              |
| Bandera de México                     | 15 de marzo de 2008          | Guadalajara                      | México         |                                  |
| Bandera de México                     | 17 de marzo de 2008          | Ciudad de México                 | México         | Auditorio Nacional               |
| Tercera manga - Europa                |                              |                                  |                |                                  |
| Bandera de Alemania                   | 2 de abril de 2008           | Stuttgart                        | Alemania       |                                  |
| Bandera de Alemania                   | 3 de abril de 2008           | Múnich                           | Alemania       |                                  |
| Bandera de Alemania                   | 4 de abril de 2008           | Leipzig                          | Alemania       |                                  |
| Bandera de los Países Bajos           | 6 de abril de 2008           | Róterdam                         | Países Bajos   | Ahoy                             |
| Bandera de Alemania                   | 8 de abril de 2008           | Berlín                           | Alemania       |                                  |
| Bandera de Alemania                   | 9 de abril de 2008           | Hamburgo                         | Alemania       |                                  |
| Bandera de Dinamarca                  | 11 de abril de 2008          | Ballerup                         | Dinamarca      |                                  |
| Bandera de Noruega                    | 12 de abril de 2008          | Oslo                             | Noruega        |                                  |
| Bandera de Suecia                     | 14 de abril de 2008          | Estocolmo                        | Suecia         |                                  |
| Bandera de Finlandia                  | 16 de abril de 2008          | Helsinki                         | Finlandia      |                                  |
| Bandera de Suiza                      | 19 de abril de 2008          | Zúrich                           | Suiza          |                                  |
| Bandera de Italia                     | 20 de abril de 2008          | Padua                            | Italia         |                                  |
| Bandera de Alemania                   | 21 de abril de 2008          | Fráncfort                        | Alemania       |                                  |
| Bandera de España                     | 23 de abril de 2008          | Madrid                           | España         | Palacio de los Deportes          |
| Bandera de Portugal                   | 25 de abril de 2008          | Lisboa                           | Portugal       |                                  |
| Bandera de España                     | 27 de abril de 2008          | Barcelona                        | España         | Pavelló Olimpic Badalona         |
| Bandera de Italia                     | 29 de abril de 2008          | Milán                            | Italia         |                                  |
| Bandera de Italia                     | 30 de abril de 2008          | Roma                             | Italia         |                                  |
| Bandera de Alemania                   | 2 de mayo de 2008            | Oberhausen                       | Alemania       |                                  |
| Bandera de Luxemburgo                 | 3 de mayo de 2008            | Ciudad de Luxemburgo             | Luxemburgo     | (CANCELADO)                      |
| Bandera de Alemania                   | 4 de mayo de 2008            | Bruselas                         | Bélgica        | Forest National                  |
| Bandera de Inglaterra                 | 7 de mayo de 2008            | Liverpool                        | Inglaterra     |                                  |
| Bandera de Inglaterra                 | 8 de mayo de 2008            | Birmingham                       | Inglaterra     |                                  |
| Bandera de Escocia                    | 11 de mayo de 2008           | Glasgow                          | Inglaterra     |                                  |
| Bandera de Irlanda                    | 12 de mayo de 2008           | Belfast                          | Irlanda        |                                  |
| Bandera de Inglaterra                 | 14 de mayo de 2008           | Londres                          | Inglaterra     | The O2                           |
| Bandera de Letonia                    | 17 de mayo de 2008           | Riga                             | Letonia        | Arena Riga                       |
| Bandera de Estonia                    | 19 de mayo de 2008           | Tallin                           | Estonia        | Saku Suurhall Arena              |
| Bandera de Lituania                   | 20 de mayo de 2008           | Vilna                            | Lituania       | Siemens Arena                    |
| Bandera de Rusia                      | 21 de mayo de 2008           | Moscú                            | Rusia          |                                  |
| Bandera de Rusia                      | 22 de mayo de 2008           | San Petersburgo                  | Rusia          |                                  |
| Cuarta manga - Sudáfrica (CANCELADO)  |                              |                                  |                |                                  |
| Bandera de Sudáfrica                  | 13, 14 y 15 de junio de 2008 | Sun City                         | Sudáfrica      | Sun City Arena                   |
| Bandera de Sudáfrica                  | 17 de junio de 2008          | Ciudad del Cabo                  | Sudáfrica      |                                  |
| Quinta manga - Norteamérica           |                              |                                  |                |                                  |
| Bandera de Canadá                     | 29 y 30 de julio de 2008     | St. John                         | Canadá         | Mile One Stadium                 |
| Bandera de Canadá                     | 1 de agosto de 2008          | Moncton                          | Canadá         | Mocton Coliseum                  |
| Bandera de Canadá                     | 2 de agosto de 2008          | Halifax                          | Canadá         | Metro Centre                     |
| Bandera de Canadá                     | 4 de agosto de 2008          | Ottawa                           | Canadá         | Scotiabank Place                 |
| Bandera de Canadá                     | 5 de agosto de 2008          | Montreal                         | Canadá         | Bell Centre                      |
| Bandera de Canadá                     | 7 de agosto de 2008          | Toronto                          | Canadá         | Molson Amphitheatre              |
|                                       | 8 de agosto de 2008          | Detroit                          | Estados Unidos | DTE Energy Music Theatre         |
| 9 de agosto de 2008                   | Dayton                       | Fraze Pavilion                   | Estados Unidos |                                  |
| 10 de agosto de 2008                  | Indianápolis                 | Indiana State Fair               | Estados Unidos |                                  |
| 12 de agosto de 2008                  | Louisville                   | Caesar's Indiana Casino          | Estados Unidos |                                  |
| 13 y 15 de agosto de 2008             | Atlantic City                | House of Blues                   | Estados Unidos |                                  |
| 14 de agosto de 2008                  | Uncaseville                  | Mohegan Sun Arena                | Estados Unidos |                                  |
| 16 de agosto de 2008                  | Gilford                      | Meadowbrook US Cellular Pavilion | Estados Unidos |                                  |
| 18 de agosto de 2008                  | Vienna, VA                   | Wolf Trap Filene Center          | Estados Unidos |                                  |
| 20 de agosto de 2008                  | Atlanta                      | Chastain Park Amphiteatre        | Estados Unidos |                                  |
| 22 de agosto de 2008                  | Bloomington                  | US Celullar Coliseum             | Estados Unidos |                                  |
| 16 de agosto de 2008                  | St. Paul                     | Minnesota State Fair             | Estados Unidos |                                  |
| 24 de agosto de 2008                  | Chicago                      | Ravinia                          | Estados Unidos |                                  |
| Bandera de Canadá                     | 26 de agosto de 2008         | Sudbury                          | Canadá         | Sudbury Arena                    |
| Bandera de Canadá                     | 27 de agosto de 2008         | St. Marie                        | Canadá         | Esser Arena                      |
| Bandera de Canadá                     | 30 de agosto de 2008         | Regina                           | Canadá         | Brandt Centre                    |
| Bandera de Canadá                     | 31 de agosto de 2008         | Edmonton                         | Canadá         | Rexall Place                     |
| Bandera de Canadá                     | 2 de septiembre de 2008      | Calgary                          | Canadá         | Pengrowth Saddledom              |
| Bandera de Canadá                     | 4 de septiembre de 2008      | Vancouver                        | Canadá         | GM Place                         |
| Bandera de Canadá                     | 5 de septiembre de 2008      | Victoria                         | Canadá         | Save On Foods Memorial Centre    |
|                                       | 6 de septiembre de 2008      | Seattle                          | Estados Unidos | Marymoor Park                    |
| Sexta manga - Norteamérica Otoño 2008 |                              |                                  |                |                                  |
|                                       | 30 de octubre de 2008        | Reading                          | Estados Unidos | Sovereing Center                 |
| 31 de octubre de 2008                 | Montclair                    | Wellmont Theatre                 | Estados Unidos |                                  |
| 1 de noviembre de 2008                | Wilkes Barre                 | Wachovia Arena                   | Estados Unidos |                                  |
| 2 de noviembre de 2008                | Wallingford                  | Chevrolet Theatre                | Estados Unidos |                                  |
| Bandera de Canadá                     | 4 de noviembre de 2008       | Quebec                           | Canadá         | Pavillion De La Jeunesse         |
| Bandera de Canadá                     | 5 de noviembre de 2008       | Chicoutimi                       | Canadá         | Centre-Georges-Vezina            |
| Bandera de Canadá                     | 6 de noviembre de 2008       | Sherbooke                        | Canadá         | Palais des Sports                |
| Bandera de Canadá                     | 8 de noviembre de 2008       | London, ON                       | Canadá         | John Labatt Center               |
| Bandera de Canadá                     | 9 de noviembre de 2008       | Hamilton                         | Canadá         | Copps Coliseum                   |
| Bandera de Canadá                     | 12 de noviembre de 2008      | Winnipeg                         | Canadá         | MTS Centre                       |
| Bandera de Canadá                     | 13 de noviembre de 2008      | Saskatoon                        | Canadá         | Saskatoon Credit Union Centre    |
| Bandera de Canadá                     | 15 de noviembre de 2008      | Grand Praire                     | Canadá         | Grand Prairie Canada Games Arena |
| Bandera de Canadá                     | 16 de noviembre de 2008      | Prince George                    | Canadá         | CN Center                        |
| Bandera de Canadá                     | 17 de noviembre de 2008      | Kamploops                        | Canadá         | Kamloops Interior Savings Centre |
|                                       | 19 de noviembre de 2008      | Nampa                            | Estados Unidos | (CANCELADO)                      |
| 21 de noviembre de 2008               | Phoenix                      | (CANCELADO)                      | Estados Unidos |                                  |
| 22 de noviembre de 2008               | Las Vegas                    | The Palms                        | Estados Unidos |                                  |
| 23 de noviembre de 2008               | Los Ángeles                  | Hollywood Palladium              | Estados Unidos |                                  |
| Séptima manga - Latinoamérica         |                              |                                  |                |                                  |
| Bandera de Puerto Rico                | 21 de febrero de 2009        | San Juan                         | Puerto Rico    | Coliseo de Puerto Rico           |
| Bandera de Perú                       | 25 de febrero de 2009        | Lima                             | Perú           | Estadio Monumental               |
| Bandera de Venezuela                  | 27 de febrero de 2009        | Caracas                          | Venezuela      | Terraza del CCCT                 |
| Bandera de Chile                      | 1 de marzo de 2009           | Santiago                         | Chile          | Movistar Arena                   |
| Bandera de Argentina                  | 3 de marzo de 2009           | Buenos Aires                     | Argentina      | Estadio Luna Park                |
| Bandera de Brasil                     | 5 de marzo de 2009           | São Paulo                        | Brasil         | Transamerica Expo                |
| Bandera de Brasil                     | 7 de marzo de 2009           | Río de Janeiro                   | Brasil         | Citybank Hall                    |
| Bandera de México                     | 9 de marzo de 2009           | Monterrey                        | México         | Arena Monterrey                  |
| Bandera de México                     | 10 de marzo de 2009          | Torreón                          | México         | Coliseo Centenario               |
| Bandera de México                     | 12 de marzo de 2009          | Ciudad de México                 | México         | Auditorio Nacional               |
| Bandera de México                     | 13 de marzo de 2009          | Puebla                           | México         | Auditorio Siglo XXI              |